# Toshihiko Okimune
Toshihiko Okimune, född 7 september 1959 i Hiroshima prefektur, Japan, är en japansk tidigare fotbollsspelare.